# Залеменьга
Залеменьга — деревня в Вельском районе Архангельской области. Входит в состав Липовского сельского поселения.

## География
Деревня расположена в 98,5 км на северо-запад от Вельска, на левом берегу реки Пуя, между её притоками: ручей Волово и река Леменьга, от которого деревня и получила своё название. Ближайшими населёнными пунктами являются: на востоке деревня Леменьга, на западе посёлок Малая Липовка, являющийся центром муниципального образования.
Часовой пояс
Залеменьга, как и вся Архангельская область, находится в часовой зоне МСК (московское время). Смещение применяемого времени относительно UTC составляет +3:00.

## Население
| 2002 | 2010 | 2012 | 2014 |
| ---- | ---- | ---- | ---- |
| 55   | ↘44  | ↘31  | ↗33  |

## История
Указана в «Списке населённых мест по сведениям 1859 года» в составе Шенкурского уезда Архангельской губернии под номером «2119» как «Леменча (Леменская)». Насчитывала 6 дворов, 20 жителей мужского пола и 35 женского.
В «Списке населенных мест Архангельской губернии на 1 мая 1922 года» в деревне уже 24 двора, 49 мужчин и 68 женщин..

## Инфраструктура
В непосредственной близости от села проходит автодорога регионального значения «Долматово — Няндома — Каргополь» (Р2).